# Ctenitis paranaensis
Ctenitis paranaensis là một loài thực vật có mạch trong họ Dryopteridaceae. Loài này được (C. Chr.) Lellinger miêu tả khoa học đầu tiên năm 1984.